# Université préfectorale d'infirmières de Miyazaki
L'Université préfectorale d'infirmières de Miyazaki (宮崎県立看護大学, Miyazaki kenritsu kango daigaku) est une université publique du Japon située dans la ville de Miyazaki. 